# Pokémon: Film pierwszy
Pokémon: Film pierwszy – Zemsta Mewtwo (jap. 劇場版ポケットモンスターミュウツーの逆襲 Gekijōban Poketto Monsutā – Myūtsū no gyakushū; ang. Pokémon: The First Movie – Mewtwo Strikes Back) – japoński animowany (anime) film przygodowy science fantasy z 1998 roku w reżyserii Kunihiko Yuyamy na podst. franczyzy Pokémon. Pierwszy pełnometrażowy film w ramach serialu anime Pokémon: Original Series (1997–2002).
Film doczekał się bezpośredniej kontynuacji w postaci filmu telewizyjnego Pokémon: Powrót Mewtwo (2000), będącego odcinkiem specjalnym Pokémon: Original Series. 12 lipca 2019 roku miał premierę film pt. Pokémon: Zemsta Mewtwo – Ewolucja, będący remakiem filmu z 1998 roku.

## Opis fabuły
Milioner Giovanni finansuje wyprawę archeologiczną, podczas której zostaje znaleziony włos potężnego Pokémona typu psychicznego – Mew. Dzięki temu znalezisku Giovanni chce stworzyć jego klona. Naukowcom opłacanym przez milionera i kierowanym przez wybitnego uczonego, profesora Fuji, udaje się osiągnąć ten cel, lecz powstały klon o imieniu Mewtwo różni się fizycznie i psychicznie od swego oryginału. Po przebudzeniu odkrywszy, że naukowcy którzy go stworzyli, widzą w nim tylko eksperyment, zabija ich oraz niszczy laboratorium. Później spotyka Giovanniego proponującego mu współpracę. Pokémon zgadza się i zamieszkuje w posiadłości mężczyzny, który zakuwa go w specjalną zbroję i zmusza do walki z innymi trenerami Pokémonów. Mewtwo orientuje się w końcu, że jest tylko narzędziem w rękach milionera, postanawia więc uciec. Udaje mu się, po czym planuje zemstę na ludziach.
Tymczasem Ash Ketchum z Alabastii wraz ze swymi przyjaciółmi Misty i Brockiem podróżuje po świecie, by zrealizować swoje marzenie zostania Mistrzem Pokémon. Obserwuje ich troje członków Zespołu R – Jessie, James i Pokémon Meowth czekający na okazję, by zabrać Ashowi jego Pikachu. Ash pokonuje właśnie w pojedynku trenera-pirata, następnie zaś otrzymuje list, w którym znajduje zaproszenie na miejsce zwane Nową Wyspą. Zaproszenie to otrzymuje jeszcze wielu innych trenerów. Nikt nie podejrzewa, że za tym wszystkim stoi Mewtwo, który teraz wywołuje sztorm, by sprawdzić, ilu ludzi mimo wszystko przybędzie do niego. Większość trenerów rezygnuje z podróży, jedynie kilku z nich – Neesha, Corey i Fergus postanawia mimo wszystko przepłynąć morze.
Wśród tych śmiałków są jeszcze Ash, Misty i Brock, którym pomoc w dotarciu do celu oferuje Zespół R przebrany za wikingów. Sztorm niszczy łódź, którym płyną bohaterowie, ci jednak dzięki swoim Pokémonom dopływają na Nową Wyspę. Tam wita ich służąca zabierająca ich i troje trenerów, którzy dotarli na wyspę, przed oblicze gospodarza – Mewtwo. Zdejmuje on hipnozę z służącej będącą zaginioną siostrą Joy, którą porwał i wykorzystał jej wiedzę medyczną do procesu klonowania. Nie potrzebujący Joy wyjawia, że zamierza sklonować Pokémony zwabionych tu trenerów, a następnie zabić wszystkich swoich „gości”. Chce zabić również ich Pokémony, które jego zdaniem zhańbiły się służeniem ludziom. Następnie wyzywa kolejno wszystkich trenerów na pojedynek, po czym bez trudu ich pokonuje.
Zgodnie z zapowiedzią Pokémony trenerów zostają uwięzione w specjalnych Poké Ballach, a następnie sklonowane. Meowth Zespołu R jako jedyny unika porwania, ale za to zostaje mu wyrwane kilka włosów z ogona, przez co jego klon również powstaje. Wśród porwanych Pokémonów jest również Pikachu Asha. Jego trener rusza mu na ratunek. Chłopakowi z trudem udaje się zniszczyć maszynę klonującą oraz uwolnić wszystkie uwięzione stworki. Następnie Ash wraca z uwolnionymi Pokémonami i rzuca się na Mewtwo, który jednak bez trudu odrzuca go od siebie. Chwilę później Mewtwo ukazuje swoim przeciwnikom stworzone przez siebie klony ich Pokémonów, które stają do walki ze swoimi oryginałami. Walka jest jednak nierówna, bo klony mają o wiele większe moce niż ich pierwowzory.
Walkę na chwilę przerywa pojawienie się Mew, którego Mewtwo atakuje. Mew jednak z łatwością unika jego ciosów i dowodzi, że klony stworzone przez Mewtwo nie poradziłyby sobie w walce ze swoimi oryginałami bez specjalnych mocy, jakie mają. Mewtwo chcąc dowieść, że jego adwersarz się myli, blokuje specjalne moce swoich klonów, po czym sam zaczyna pojedynkować się z Mew. Ash, Misty, Brock, siostra Joy oraz inni trenerzy obserwują tę walkę zaszokowani widząc, jak oryginały i ich klony walczą ze sobą na śmierć i życie. Jedynie Pikachu i Meowth odmawiają walki ze swoimi klonami widząc bezsens bitwy.
Ash widząc to ze łzami w oczach wbiega pomiędzy Pokémony próbując przerwać walkę. Uderzają w niego wówczas dwa silne promienie, które Mew a Mewtwo wystrzeliły w siebie nawzajem, i zmienia się w kamienny posąg. Pikachu próbuje ocucić Asha piorunem, a gdy nie daje to żadnego rezultatu, załamany zaczyna płakać. Inne Pokémony oraz ich klony robią to samo, a ich łzy łączą się ze sobą i ożywiają Asha, co potwierdza dawną legendę o łzach Pokémonów dających życie. Mewtwo, w szoku po tym co zobaczył, czuje że być może źle ocenił ludzi i ich świat. Wraz z Mew zabiera stworzone przez siebie klony, by znaleźć z nimi swoje miejsce na tej planecie. Przed odlotem wymazuje z pamięci wszystkich osób obecnych na wyspie wspomnienie tego, co miało niedawno miejsce oraz przenosi ich do miasta, z którego wyruszyli oni na jego wyspę.

## Obsada głosowa
- Rica Matsumoto – Ash Ketchum
- Masachika Ichimura – Mewtwo
- Ikue Ōtani –
  - Pikachu,
  - Goldeen
- Mayumi Iizuka – Misty
- Yūji Ueda – Brock
- Megumi Hayashibara –
  - Jessie,
  - Bulbasaur,
  - Pikachutwo,
  - Pidgeot
- Shin'ichirō Miki –
  - James,
  - Charizard,
  - klon Charizarda,
  - Staryu,
  - Arcanine
- Inuko Inuyama – Meowth
- Satomi Kōrogi – Togepi
- Kōichi Yamadera – Mew
- Ayako Shiraishi – siostra Joy
- Wataru Takagi – Fergus
- Tōru Furuya – Corey
- Aiko Satō – Neesha
- Yōsuke Akimoto – prof. Fuji
- Hirotaka Suzuoki – Giovanni
- Kyōko Hikami – Ambertwo (prolog)
- Sachiko Kobayashi – Miranda
- Chinami Nishimura – oficer Jenny
- Ryūzaburō Ōtomo – Venusaur Brutal
- Tesshō Genda –
  - Blastoise Skorupa,
  - klon Blastoise’a
- Rikako Aikawa –
  - Squirtle,
  - Psyduck,
  - Vulpix,
  - Seadra,
  - Golduck
- Tomohisa Asō – współbadacz
- Unshō Ishizuka –
  - Gyarados,
  - Onix,
  - Kingler,
  - Magikarp,
  - Weezing
- Hiroshi Ōtake – Primeape
- Mitsuru Ogata – Dragonite
- Mika Kanai – Wigglypuff
- Katsuyuki Konishi –
  - Nidoking,
  - Rhyhorn,
  - Tauros,
  - naukowiec
- Kōichi Sakaguchi – Arbok
- Chiyako Shibahara – klon Meowtha
- Hidenari Ugaki – badacz
- Akio Suyama – badacz
- Tomoe Hanba – Chansey
- Raymond Johnson – trener-pirat
- Unshō Ishizuka – narrator

Materiał źródłowy:

## Wersja polska

### Wersja z dubbingiem
Opracowanie: Studio Sonica

Reżyseria: Jerzy Dominik

Dialogi: Barbara Robaczewska

Tekst piosenki: Lubomir Jędrasik

Kierownictwo muzyczne: Marek Krejzler

Dźwięk i montaż: Małgorzata Gil

Organizacja produkcji: Elżbieta Kręciejewska, Beata Aleksandra Kawka
Wystąpili:
- Hanna Kinder-Kiss – Ash Ketchum
- Marek Obertyn – Mewtwo
- Iwona Rulewicz – Misty
- Marek Włodarczyk – Brock
- Dorota Lanton – Jessie
- Jarosław Budnik – James
- Mirosław Wieprzewski – Meowth
- Anna Bielańska – siostra Joy
- Cezary Kwieciński – Fergus
- Jacek Kopczyński –
  - Corey,
  - trener-pirat
- Krystyna Kozanecka – Neesha
- Mieczysław Morański – profesor Fuji
- Adam Bauman – Giovanni
- Anna Apostolakis – Miranda
- Małgorzata Maślanka-Krajewska – oficer Jenny
- Mikołaj Klimek – Narrator
- Jerzy Dominik

i inni
Wykonanie piosenki „Główny Temat: Pokémon”: Krzysztof Pietrzak, Ewa Skrzypek, Beata Molak
Materiał źródłowy: 

### Wersja z lektorem
Opracowanie: dla TVN – Master Film

Tekst: Dariusz Dunowski

Czytał: Piotr Borowiec

### Odcinek krótkometrażowyWakacje Pikachu
Opracowanie: Studio Sonica

Reżyseria: Jerzy Dominik

Dialogi: Barbara Robaczewska

Dźwięk i montaż: Małgorzata Gil

Organizacja produkcji: Elżbieta Kręciejewska, Beata Aleksandra Kawka

Wystąpili:
- Hanna Kinder-Kiss – Ash Ketchum
- Mirosław Wieprzewski – Meowth
- Jerzy Bogutyn – Pokédex

i inni

### Odcinek krótkometrażowyHistoria pochodzenia Mewtwo
- Jacek Kopczyński – profesor Fuji

## Premiera
Pokémon: Film pierwszy miał premierę 18 lipca 1998 roku, wyświetlany z poprzedzającym filmem krótkometrażowym Wakacje Pikachu (1998) z udziałem Pikachu. Na rynek amerykański 4Kids Productions, dystrybutor serialu na rynki zagraniczne, wykonał angielski dubbing z tłumaczeniem różniącym się od oryginalnej japońskiej wersji. W tej wersji film miał premierę na terenie Stanów Zjednoczonych 6 listopada 1999 roku. Za dystrybucję odpowiadał Warner Bros., które potem dystrybuowało dwa następne filmy pełnometrażowe z serii, Pokémon 2: Uwierz w swoją siłę (1999) i Pokémon 3: Zaklęcie Unown (2000). W Polsce film był wyświetlany w kinach 9 lutego 2001 z polskim dubbingiem w oparciu o amerykańskiej wersję. Wersja dubbingowa była także emitowana w telewizji HBO – premiera w czerwcu 2002, HBO2, Cinemax, Cinemax 2. Wersja lektorska była emitowana w TVN – premiera 4 stycznia 2004 oraz TVN Siedem – premiera 13 lutego 2005.